# Ӎ
Ӎ (kleingeschrieben ӎ) ist ein Buchstabe des kyrillischen Alphabets. Er stellt ein mit Schwanz modifiziertes М dar.
Der kyrillische Buchstabe М mit Schwanz wird im Kildinsamischen verwendet und repräsentiert, wie bei anderen Buchstaben mit Schwanz, einen stimmlosen sonoranten Laut (IPA [m̥]).